# Tyuyamuniet
Het mineraal tyuyamuniet is een gehydrateerd calcium-uranium-vanadaat met de chemische formule Ca(UO2)2 (VO4)2·6(H2O)

## Eigenschappen
Het doorschijnend tot opaak groengeel tot gele tyuyamuniet heeft een diamant- tot parelglans, een lichtgele streepkleur en de splijting van het mineraal is perfect volgens het kristalvlak [001] en duidelijk volgens [100] en [010]. Het kristalstelsel is orthorombisch. Tyuyamuniet heeft een gemiddelde dichtheid van 3,8, de hardheid is 1,5 tot 2 en het mineraal is zeer sterk radioactief. De gamma ray waarde volgens het American Petroleum Institute is 3.909.005,16. De dubbelbreking is 0,2330 en het mineraal is kleurloos tot kanariegeel pleochroïsch.

## Naam
De naam van het mineraal tyuyamuniet is afgeleid van de typelocatie.

## Voorkomen
Tyuyamuniet is een zeldzaam mineraal dat voorkomt in bepaalde zandstenen die verweringsproducten van uranium-houdende gesteenten bevatten. De typelocatie is Tyuya-Muyun, een noordelijke uitloper van het Alaigebergte, in de Vallei van Fergana, Kirgizië, en het mineraal wordt verder onder andere gevonden in Carbon County, Montana en Valencia County, New Mexico, Verenigde Staten.